# South Perrott
South Perrott – wieś w Anglii, w hrabstwie Dorset. Leży 29 km na północny zachód od miasta Dorchester i 197 km na zachód od Londynu.